# 152-й батальон шуцманшафта
152-й батальон шуцманшафта (нем. 152. Batalion Schutzmannschaft / Schutzmannschafts-F-Bataillon 152 / Tatarische) — подразделение германской вспомогательной охранной полиции (нем. Schutzpolizei), сформированное из крымскотатарских коллаборационистов в октябре 1942 года в Джанкое.

## Формирование и организация
Официальное название: 152. Schutzmannschafts-Front-Bataillon (152-й фронтовой батальон шуцманшафта). Один из восьми сформированных крымскотатарских и один из пяти фронтовых (№ 148—153) шуцманшафт-батальонов. В итоге на фронт не выдвигался, использовался для антипартизанской борьбы и охранной службы. Сформирован в октябре 1942 года в Джанкое на основе «отряда самообороны» деревни Коуш. Первоначальная численность — 320 человек. Командир — А. Раимов. Батальон относился к фронтовым подразделениям, однако на фронте не использовался. Командовали подразделениями, как правило, кадровые офицеры Красной Армии, пленные или перешедшие на сторону немцев, а немецкий персонал состоял из офицера связи и восьми инструкторов в чине унтер-офицеров. В крымскотатарских «шума», в основном, использовалась трофейная польская, голландская, французская, чехословацкая униформа, иногда добровольцы получали немецкое или румынское обмундирование. Бойцы вспомогательных формирований носили нарукавную повязку белого цвета с надписью «Im Dienst der Deutschen Wehrmacht» («На службе германского вермахта»). Так же были разработаны варианты нарукавного знака для личного состава шуцманшафт-батальонов, для ношения на правом рукаве кителя, некоторые на основе тамги Гераев.

## Служба
Вскоре после формирования батальона, его командир - батальонсфюрер Раимов с шестьюдесятью сослуживцами перешёл к партизанам. Впоследствии Раимов был вывезен на самолёте в Москву  и после проведённого следствия расстрелян. Остальные перебежчики остались в партизанах. В январе 1943 года 152-й батальон шуцманшафта был передислоцирован из Джанкоя в посёлок Мирный Симферопольского района, где основной его задачей стала охрана  концлагеря "Красный". Служащие батальона не только выполняли функции охраны лагеря, но также занимались пытками и массовыми убийствами заключённых.
Кроме этого, батальон неоднократно привлекался к операциям против советских партизан и мирного населения в Симферопольском, Бахчисарайском и Зуйском районах. Во время этих операций населённые пункты уничтожались, а их жители переправлялись в концлагеря.
Летом 1944 года в Румынии батальон в полном составе был влит в формирующуюся Татарскую горно-егерскую бригаду СС. (нем: Waffen-Gebirgsjäger-Regiment der SS (tatarische)).

## Ответственность за преступления
В 1970-1971 годах органами госбезопасности Украины были разысканы и привлечены к уголовной ответственности по ч. 1 ст. 56 УК УССР Государственная измена бывшие служащие 152-го шуцманшафтбатальона -  Теймук Ходжаметов, Абкадар Абжелилов, Шевкет Салаватов, Якуб Куртвелиев, Семён Парасотченко и Николай Кулик. 
Ход процесса широко освещался в прессе, через печать разыскивались потерпевшие и свидетели. Процесс описан, например, в книге Героя Советского Союза М. В. Авдеева "У самого Черного моря". Дело рассматривала Выездная сессия Военного трибунала Краснознаменного Киевского военного округа. Заседания суда проходили в Симферополе. Председатель суда полковник юстиции А. Е. Бушуев, государственный обвинитель полковника юстиции П. И. Модленко. Особое место в процессе занял эпизод массовых казней у ям в Дубках и у двух колодцев в самом лагере смерти в ночь с 10 на 11 апреля 1944 года. Показания давал бывший сослуживец подсудимых Курмамбет Сейтумеров. Он называл каждого убийцу поименно, со всеми был лично знаком.
Ходжаметов, Абжелилов, Салаватов, Куртвелиев и Парасотченко  были приговорены к расстрелу, а Кулик - 15 годам исправительно-трудовых лагерей.